# 野見神社 (高槻市)
野見神社（のみじんじゃ）は、大阪府高槻市野見町にある神社。式内社論社で、旧社格は郷社。

## 歴史
9世紀末、平安時代中期の宇多天皇の時代（887年 - 897年）、この地方に疫病がはやり、神託により牛頭天王（ごずてんのう、須佐之男命）を祀ったところ疫病が治まったので社殿を造営し、牛頭天王社が建立された。
10世紀末に高槻城が築城されると城内守護として崇敬されたが、16世紀に高山右近が高槻城主となったとき、右近はキリスト教を信仰していたため高槻城内にあった当社の社殿を破壊し、社領を没収した。その後、元和5年（1619年）に高槻城主の松平家信が社殿を再建した。
1868年（明治元年）の神仏分離により祭神の名を須佐之男命に変更したが、さらに野見宿禰命を合祀して「野見神社」に改称した。このため、延喜式神名帳に記載された式内社野見神社の論社の一つとされているが、『大阪府史蹟名勝天然記念物』では、式内社・野見神社に擬せるために野見宿禰を合祀して「野見神社」に改称したものであると断じ、式内社・野見神社の後裔社は同じ高槻市内の上宮天満宮の摂社「野身神社」であるとしている。
1871年（明治4年）に式内社であるとして県社に列格したが、翌1872年（明治5年）11月には上記の理由により郷社に降格されている。

## 祭神
- 主祭神 - 須佐之男命、野見宿禰命

## 境内

### 社殿
- 本殿 - 天和2年（1682年）再建。
- 拝殿 - 2003年（平成15年）改築。
- 能舞台
- 社務所

### 摂末社
- 永井神社 - 祭神：初代高槻藩主永井直清。寛政5年（1793年）、9代藩主永井直進により創建。当初は「直清神社」と称し、幕末には「直清権現」と呼ばれていた。嘉永元年（1848年）、11代藩主永井直輝の時、本殿（高槻市指定有形文化財）を修復し拝殿（高槻市指定有形文化財）と唐門（四脚門、高槻市指定有形文化財）を建立している。唐門は2010年（平成22年）に修理されている。

例祭：4月24日
- 小島神社 - 祭神：市杵島姫命（いちきしまひめのみこと）、大己貴命（おほなむちのみこと）、磐長姫命（いわながひめのみこと）、天児屋根命（あめのこやねのみこと）。創建不詳。2021年（令和3年）10月1日に社殿が新築された。

例祭：10月第2日曜日（野見神社秋季宵宮）
- 四社明神 - 福神社、稲荷神社、磐神社、祖霊社としてそれぞれ存在していた社を大正時代に一社にまとめた。

例祭：4月11日
福神社 - 祭神：志那都比古神（しなつひこのかみ）、志那都姫神（しなつひめのかみ）、火産霊（ほむすび）、金山比古神（かなやまひこのかみ）、金山姫神（かなやまひめのかみ）、埴山比古神 （はにやまひこのかみ）、弥都波能売神（みづはのめのかみ）。寛政9年（1797年）8月、永井直進により創建。
稲荷神社 - 祭神：宇迦之御魂神（うかのみたまのかみ）。寛政11年（1799年）2月、永井直進により創建。
磐神社 - 祭神：八衢比古神（やちまたひこのかみ）、八衢姫神（やちまたひめのかみ）、久那斗神（くなどのかみ）。元文4年（1739年）5月、永井流之助により創建。
祖霊社 - 祭神：歴代宮司、神官、神社に尽力した氏子。1878年（明治11年）創建。
- 高槻えびす神社 - 祭神：蛭子大神。1956年（昭和31年）に西宮神社より分社して創建。1966年（昭和41年）に現在の社殿を造営[3]。

高槻えびす祭 - 1月10日（9日・宵えびす、10日・本えびす、11日・残り福）
- 護国神社 - 祭神：西南戦争、日清戦争、日露戦争、日中戦争、太平洋戦争で亡くなった高槻の戦没者。

例祭：5月第3日曜日

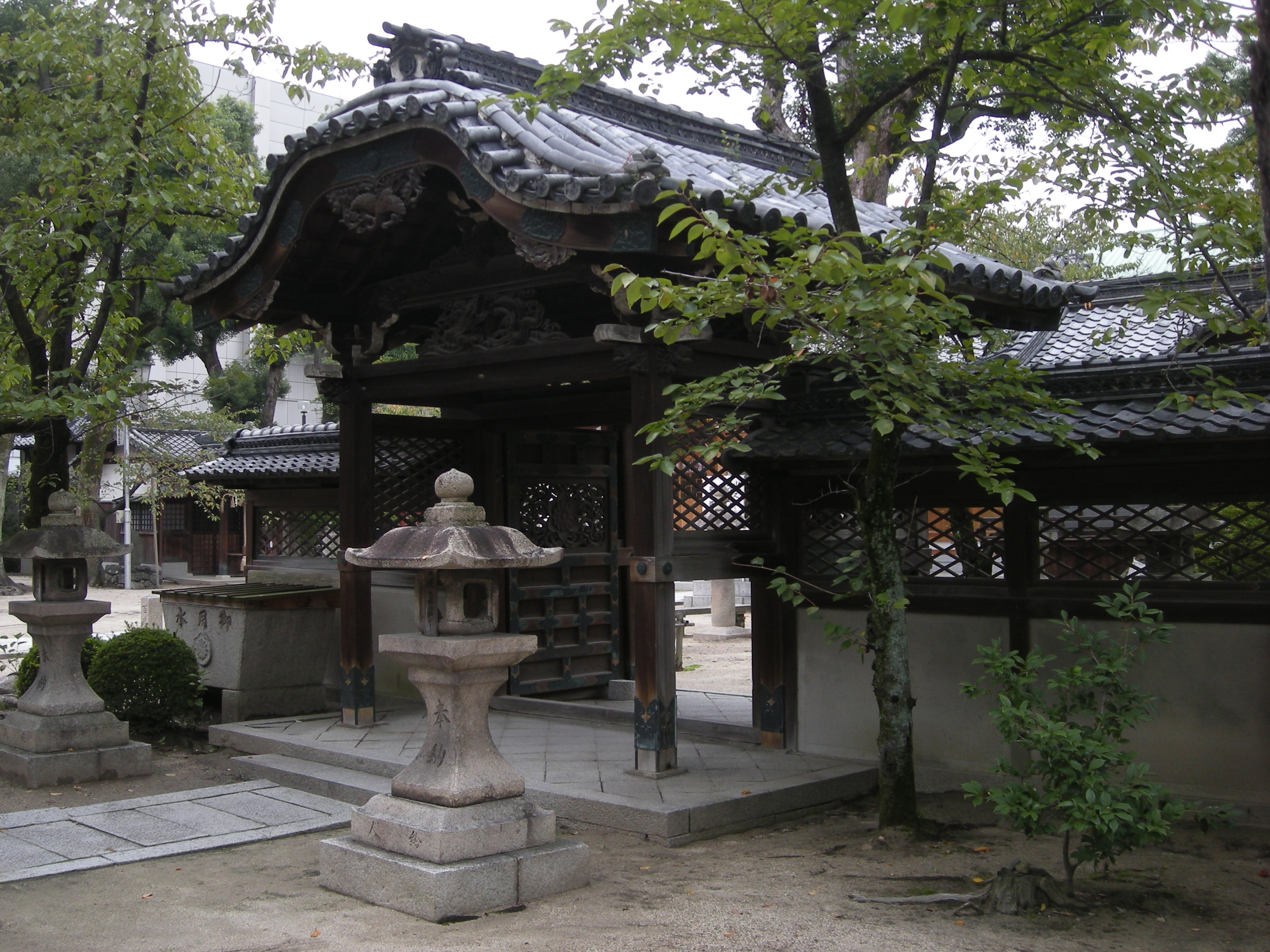
摂社永井神社唐門
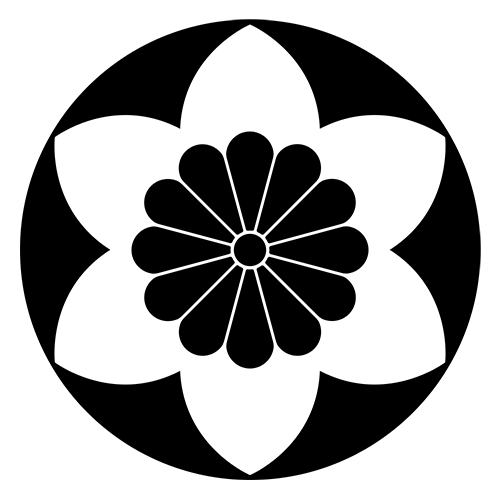
永井神社神紋（高槻藩主永井家家紋）

## 行事
- 歳旦祭 - 1月1日
- とんど祭 - 1月15日
- 節分祭 - 2月3日
- 奉納泣き相撲 - 4月29日
- 夏越の大祓（茅の輪神事） - 6月30日
- 秋季例大祭 - 10月第2月曜日
- 新嘗祭 - 11月23日
- 年越の大祓 - 12月31日

## 文化財

### 高槻市指定有形文化財
- 永井神社社殿（本殿、拝殿）附：棟札 4枚、高槻城絵馬 1面 - 2005年（平成17年）6月14日指定。
- 永井神社唐門 - 2005年（平成17年）6月14日指定。
- 永井神社伝来永井直清関連資料 17点 - 高槻市立しろあと歴史館寄託。

## 周辺
- カトリック高槻教会（隣接）
- 日本クラレチアン会本部修道院
- マリア・インマクラダ幼稚園
- 高槻城公園芸術文化劇場（隣接）
- 高槻市立しろあと歴史館
- 高槻城跡、城跡公園、高槻市立歴史民俗資料館